# Once and Again
Once and Again es una serie de televisión de drama familiar estadounidense que se emitió en ABC del 21 de septiembre de 1999 al 15 de abril de 2002. La serie muestra la vida de una madre soltera y su romance con un padre soltero. Fue creada por Marshall Herskovitz y Edward Zwick.
Uno de los aspectos entonces únicos del programa eran las secuencias de "entrevistas" filmadas en blanco y negro e intercaladas a lo largo de cada episodio, donde los personajes revelaban sus pensamientos y recuerdos más íntimos a la cámara.

## Resumen de la trama

### Temporada 1
Lily (Sela Ward) está en proceso de divorciarse de su marido, Jake (Jeffrey Nordling). Ella se muestra reacia a empezar a salir con alguien de nuevo debido a la sensibilidad de sus dos hijas, Grace (Julia Whelan) y Zoe (Meredith Deane), que todavía están afectadas por el divorcio, pero aún así, ella cuenta con el apoyo de su hermana menor Judy (Marin Hinkle). Un día, conoce a un arquitecto llamado Rick (Billy Campbell), que tiene dos hijos, Eli (Shane West) y Jessie (Evan Rachel Wood), y que recientemente se había divorciado de su esposa Karen (Susanna Thompson). Rápidamente, Lily se siente atraída por Rick. Sin embargo, su nueva relación se complica por los muchos problemas emocionales y financieros que aún tiene Lily con Jake. Lily debe pasar por las complicaciones del divorcio, adaptarse a la mediana edad y reingresar al mundo laboral. Finalmente, logra encontrar fuerza y resiliencia cuando afirma que su matrimonio con Jake ha terminado, comienza un nuevo trabajo como asistente de publicación en la revista Pages Alive y crece en su relación con Rick. Grace y Eli se hacen amigos, y Judy comienza una relación con el amigo de Rick, Sam Blue (Steven Weber), antes de descubrir que Sam está casado.

### Temporada 2
El divorcio de Lily y Jake ha finalizado y ella espera pasar más tiempo con Rick. Sin embargo, Rick se distrae por dificultades en el trabajo y tiene que comenzar a trabajar con el desarrollador inescrupuloso Miles Drentell (David Clennon, repitiendo su papel de la serie Thirtysomething). Las cosas se complican para Lily cuando el proyecto de Rick se topa con dificultades legales y su exesposa Karen es contratada para representar a la oposición. Jessie comienza a sufrir un trastorno alimentario (anorexia), y comienza a abordar sus problemas con la ayuda de un terapeuta (interpretado por el productor del programa Edward Zwick). La novia de Jake, Tiffany (Ever Carradine), anuncia que está embarazada. Al final de la segunda temporada, Rick disolvió su firma de arquitectura, y Lily y Rick se casan.

### Temporada 3
Rick retoma su relación de amistad y colaboración con Sam Blue, ahora divorciado, para diseñar un hotel para un nuevo cliente. Sam y Judy intentan ser amigos pero finalmente reanudan su relación romántica. Jake y Tiffany tienen una niña y finalmente deciden casarse. Grace se enamora de su profesor de inglés, el Sr. Dimitri (Eric Stoltz); aunque su relación nunca se volvió sexual, una investigación finalmente obliga al Sr. Dimitri a abandonar la escuela. Mientras tanto, Jessie descubre que se siente atraída por otra chica: la estudiante de último año Katie Singer (Mischa Barton), y después de que Katie reconoce sus propios sentimientos románticos hacia Jessie con una carta de amor, las dos chicas comienzan a salir en silencio mientras ocultan su romance a todos, en lo que se convirtió en el primer romance lésbico adolescente en la televisión estadounidense. Karen lidia con su depresión, y justo cuando está empezando a progresar, es atropellada por un coche, lo que la lleva a meses de dolorosa rehabilitación donde conoce al fisioterapeuta Henry Higgins (D.B. Woodside). Lily enfrenta luchas domésticas más dolorosas cuando su madre (Bonnie Bartlett) comienza a mostrar signos de la enfermedad de Alzheimer, y su hermano Aaron (Patrick Dempsey), que es esquizofrénico, quiere mudarse con su novia. Al final de la temporada, Rick y Lily enfrentan decisiones importantes cuando a él le ofrecen un trabajo en Australia y a ella le ofrecen un programa de radio transmitido a nivel nacional. Sus decisiones nunca se muestran, pero en los últimos momentos del final de la serie, Lily revela que está embarazada y todos se reúnen para asistir a la boda de Jake y Tiffany.

## Elenco

### Principal

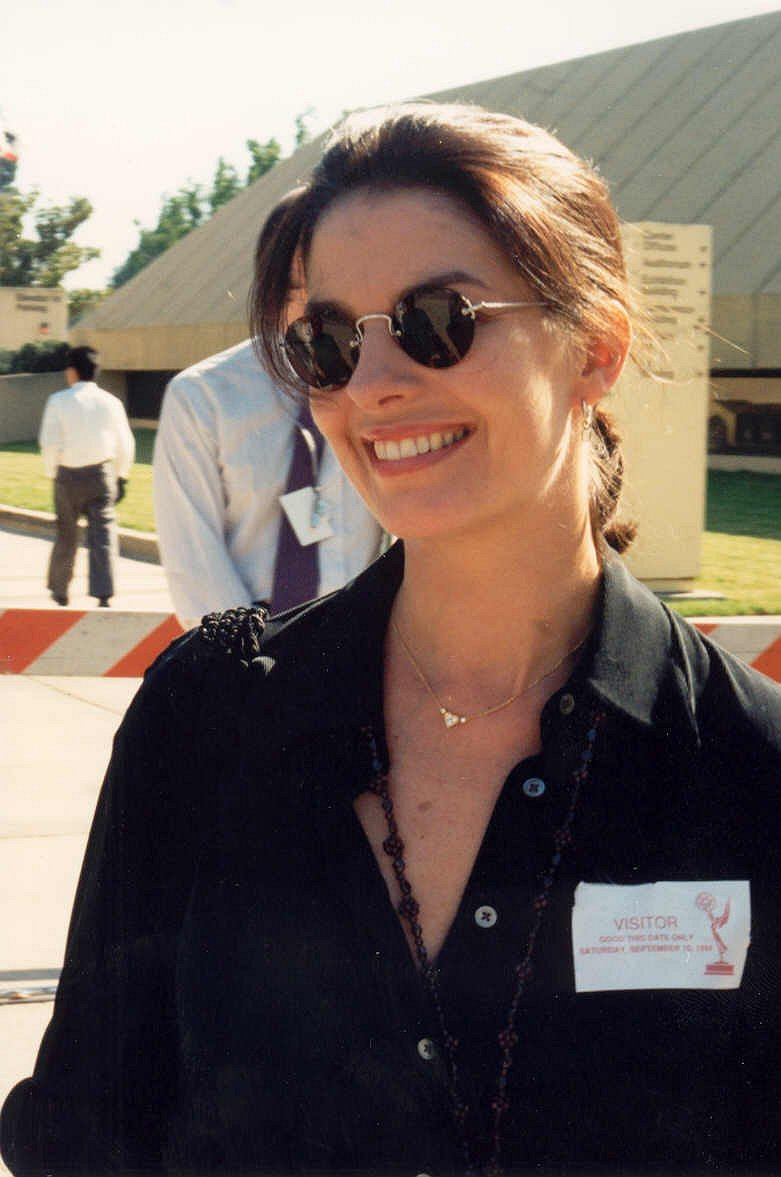
Sela Ward recibió varios premios y nominaciones por su papel de Lily Manning

- Sela Ward como Elizabeth "Lily" Manning: la madre de Grace y Zoe, separada de Jake
- Billy Campbell como Rick Sammler: el padre de Eli y Jessie, divorciado de Karen
- Jeffrey Nordling como Jake Manning: el exmarido de Lily, el padre de Grace y Zoe
- Susanna Thompson como Karen Sammler: la exesposa de Rick, la madre de Eli y Jessie
- Shane West como Eli Sammler: el hijo de Rick
- Julia Whelan como Grace Manning: la hija mayor de Lily
- Evan Rachel Wood como Jessie Sammler: la hija de Rick
- Meredith Deane como Zoe Manning: la hija menor de Lily
- Marin Hinkle como Judy Brooks: la hermana menor de Lily
- Todd Field como David Cassilli (temporada 2; recurrente en la temporada 1): socio comercial y amigo de Rick.
- Ever Carradine como Tiffany Porter (temporadas 2 y 3; recurrente en la temporada 1): la amante/novia de Jake
- Jennifer Crystal Foley como Christie Parker (temporada 2; recurrente en la temporada 1, invitada en la temporada 3): la jefa de Lily en PagesAlive.com
- David Clennon como Miles Drentell (temporada 2): el cliente principal de Rick y David
- Steven Weber como Samuel "Sam" Blue (temporada 3; recurrente en la temporada 1): amigo de Rick y amante de Judy

### Recurrentes
- Kimberly McCullough como Jennifer: la novia de Eli antes de Cassidy y antes de Carla
- Kelly Coffield como Naomi Porter: amiga en común de Lily y Karen
- James Eckhouse como Lloyd Lloyd: La desafortunada cita de Karen
- Paul Mazursky como Phil Brooks: el padre de Lily y Judy
- Bonnie Bartlett como Barbara Brooks: la madre de Lily y Judy
- Mark Feuerstein como Leo Fisher: el novio más joven de Karen
- Alexandra Holden como Cassidy: la novia de Eli después de Jennifer
- Patrick Dempsey como Aaron Brooks: el hermano esquizofrénico de Lily y Judy
- Audrey Marie Anderson como Carla Aldrich: la novia de Eli
- Mark Valley como Will Gluck: manitas y amante de Judy
- DB Sweeney como Graham Rympalski: compañero de trabajo de Lily y Christie en PagesAlive.com
- Marco Gould como Spencer Lewicki: el novio de Grace
- Eric Stoltz como August Dimitri: profesor de inglés, entrenador de actuación e interés romántico de Grace
- Paul Dooley como Les Creswell: el jefe de Lily en WIPX
- Mischa Barton como Katie Singer: amiga/novia de Jessie
- Christina Chang como Amanda: una de las empleadas de Rick

## Temporadas
| Temporada | Episodios | Inicio                   | Final               |
| --------- | --------- | ------------------------ | ------------------- |
| 1         | 22        | 21 de septiembre de 1999 | 24 de abril de 2000 |
| 2         | 22        | 24 de octubre de 2000    | 2 de mayo de 2001   |
| 3         | 19        | 28 de septiembre de 2001 | 15 de abril de 2002 |

## Producción
La serie se filmó en los estudios de Century Studio Corporation en Culver City, California, y también en algunas locaciones de Los Ángeles, California.